# Landschaftsschutzgebiet Hoppecke-Diemel-Bergland
Das Landschaftsschutzgebiet Hoppecke-Diemel-Bergland mit 7.844 Hektar Größe liegt im südöstlichen Stadtgebiet Brilon und im westlichen Stadtgebiet von Marsberg. Das Gebiet wurde 2001 mit dem Landschaftsplan Hoppecketal durch den Hochsauerlandkreis als Landschaftsschutzgebiet (LSG) ausgewiesen. Teile des LSG im Bereich der Auen von Diemel und Hoppecke gehören seit 2004 zum FFH-Gebiet Gewässersystem Diemel und Hoppecke (DE 4617-302) mit 588 ha Größe. Der Großteil des LSG gehört zum Naturpark Diemelsee. Nur einige nördliche Bereiche gehören nicht zum Naturpark.

## Beschreibung

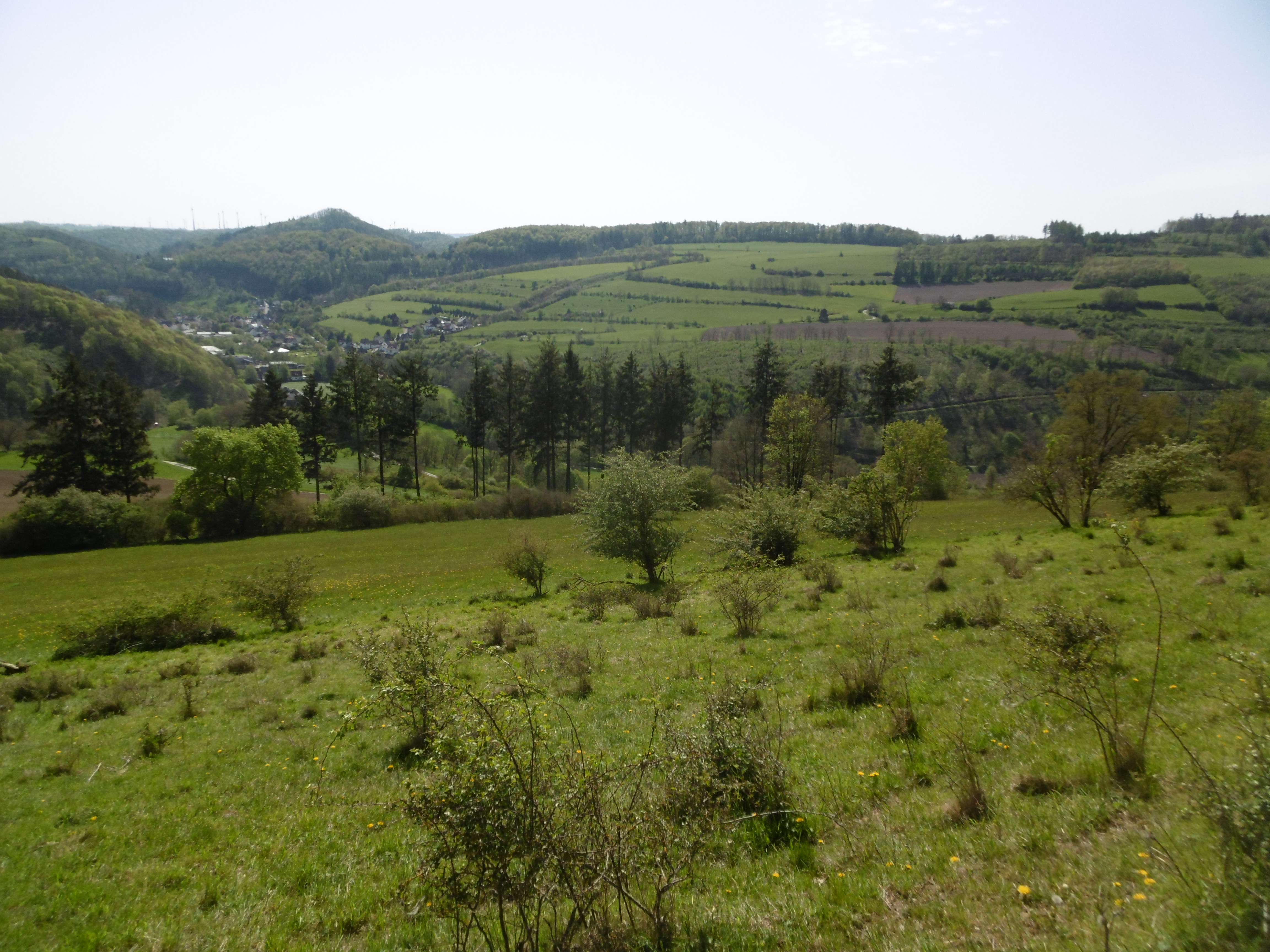
Blick vom Enkenberg Richtung Beringhausen

Beim Landschaftsschutzgebiet Hoppecke-Diemel-Bergland handelt es sich um eine  stark reliefierte Landschaft mit Höhenlagen zwischen 500 und 800 m. In die Landschaft sind die Fließgewässer tief eingeschnitten.  Hingegen ist der Bereich des Fürstenberger Waldes im LSG nur schwach reliefiert. Im Gebiet fließen Hoppecke und Diemel, wobei nur Teile der Hoppecke zum LSG gehören, während die Diemel ausschließlich im Naturschutzgebiet Oberes Diemeltal verläuft.
Das gesamte LSG hat einen großen Waldanteil. Neben Fichten findet sich auch ein großer Buchenwaldanteil im Gebiet. Im LSG befinden sich Zeugen der Siedlungs- und Landnutzungsgeschichte wie Reste von Erzgruben, Erzeisenbahnen, Flößgräben und Wasserkraftanlagen.

## Schutzzweck
Das LSG Hoppecke – Diemel – Bergland wurde als LSG Typ A, Allgemeiner Landschaftsschutz, ausgewiesen. In den Stadtgebieten von Brilon und Marsberg gibt es noch weitere Landschaftsschutzgebiete vom Typ A (Allgemeiner Landschaftsschutz). Auch Landschaftsschutzgebiete vom Typ B (Ortsrandlage, Landschaftscharakter) und Typ C (Wiesentäler und bedeutsames Extensivgrünland) mit jeweils anderen Auflagen wurden in den Städten ausgewiesen.
Das LSG wurde zur Erhaltung der Eigenart und Schönheit der Landschaft, zur Sicherung der Leistungsfähigkeit des Naturhaushaltes vor Eingriffen sowie zur Ergänzung der durch Ausweisung als Naturschutzgebiet strenger geschützten Bereiche des Naturraums als Pufferbereiche ausgewiesen.

## Rechtliche Vorschriften
Erstaufforstungen und auch die Neuanlage von Weihnachtsbaumkulturen, Schmuckreisig- und Baumschulkulturen unterliegen einer behördlichen Genehmigung der Unteren Landschaftsbehörde. Wie in den anderen Landschaftsschutzgebieten vom Typ A besteht im LSG ein Verbot, Bauwerke zu errichten. Vom Verbot ausgenommen sind Bauvorhaben für Gartenbaubetriebe, Land- und Forstwirtschaft, die öffentliche Versorgung mit Elektrizität, Gas, Telekommunikationsdienstleistungen, Wärme und Wasser, die Abwasserwirtschaft oder einen bestehenden angrenzenden gewerblichen Betrieb (§ 35 Abs. 1 Nr. 1 und 2 des Baugesetzbuches). Auch der Bau von Windkraftanlagen und Wasserkraftwerken ist mit Baugenehmigung erlaubt.